# بورخر-ادورن
بورخر-ادورن (به هلندی: Borger-Odoorn) یک شهرستان در هلند است که در درنته واقع شده‌است. بورخر-ادورن ۲۳ متر بالاتر از سطح دریا واقع شده‌است.